# Luciano Schifone
Luciano Schifone (ur. 9 sierpnia 1949 w Potenzy) – włoski polityk, prawnik i samorządowiec, poseł do Parlamentu Europejskiego IV kadencji.

## Życiorys
Absolwent studiów prawniczych, w 1977 dołączył do palestry w Neapolu. Pracował m.in. przy obsłudze prawnej włoskich uczelni. Długoletni działacz Sojuszu Narodowego, m.in. zastępca koordynatora regionalnego w Kampanii. Później należał do Ludu Wolności, po czym przeszedł do ugrupowania Bracia Włosi.
W latach 1980–1990, 1995–2000 i 2005–2015 był radnym rady regionalnej Kampanii. Od 1995 do 1998 w zarządzie regionu pełnił funkcję asesora ds. turystyki i handlu. Pełnił też funkcję radnego Neapolu. W międzyczasie (1998–1999) sprawował mandat eurodeputowanego IV kadencji, zasiadając w Komisji ds. Transportu i Turystyki.